# José Bautista
José Antonio Bautista (* 19. října 1980, Santo Domingo, Dominikánská republika) je bývalý dominikánský baseballista. V sezónách 2010 a 2011 dosáhl nejvyššího počtu homerunů v Americké lize i celé MLB. V roce 2010 to bylo 54 odpálených homerunů, čímž se stal jedním z 26 hráčů v historii MLB, kterým se podařilo za sezónu odpálit více než 50 homerunů.
Ve své úvodní sezóně v roce 2004 hrál postupně za čtyři týmy a to Baltimore Orioles, Tampa Bay Rays, Kansas City Royals a Pittsburgh Pirates. V Pittsburghu vydržel až do roku 2008, kdy přestoupil do týmu Toronto Blue Jays.
První zápas v MLB odehrál 4. dubna 2004 v dresu Baltimore Orioles.
Ke konci sezóny 2012 odehrál v MLB 977 zápasů, jeho pálkařský průměr činí .253 a zaznamenal celkem 183 homerunů.
Dne 12. srpna 2023 podepsal 1 denní smlouvu s Toronto Blue Jays a ukončil s nimi kariéru.